# Aéroport El Nouzha
L'aéroport El Nouzha ou aéroport international d'Alexandrie Phonétique : Matar el Nazah  (arabe : مطار النزهة) (code IATA : ALY • code OACI : HEAX) est un aéroport international actuellement fermé, desservant la ville d'Alexandrie, en Égypte, et se situe à 7 kilomètres au sud-est de la ville. En 2009, l'aéroport accueillait 1 142 412 passagers (−1,8 % par rapport à 2008). L'aéroport a été fermé en 2011 pour d'intenses rénovations, et le trafic a été transféré vers l'aéroport de Borg El Arab. En janvier 2016, aucune date de réouverture n'était annoncée.

## Situation
| \| 100 km1:14 084 000 \| Abou Simbel Taba Sohag Marsa · Alam Louxor Hurghada El-Arich El Nouzha Charm el-Cheikh Le Caire Borg El Arab Assouan Assiout Marsa Matruh |
| 100 km1:14 084 000 |

## Trafic passager
Pour des raisons techniques, il est temporairement impossible d'afficher le graphique qui aurait dû être présenté ici.

Voir la requête brute et les sources sur Wikidata.

## Installations
L'avenir de l'aéroport était incertain avec l'ouverture de l'aéroport de Borg El Arab, mais en 2011, le Ministère Égyptien de l'Aviation Civile annonce un vaste plan de rénovation pour en faire un aéroport majeur pour Alexandrie et la région du delta du Nil. La rénovation, d'un coût de 120 millions de dollars, prévoit l'allongement de la piste (04/22) de 750 mètres supplémentaires, et d'un nouveau terminal de passagers.
L'aéroport a fermé ses portes en décembre 2011 et sa réouverture était prévue pour fin 2014. Mais en janvier 2016, l'aéroport était toujours fermé. Des images satellites montrent l'avancée des travaux de la piste, alors que le site du terminal semble inachevé et abandonné.